# Lacinius zavalensis
Lacinius zavalensis is een hooiwagen uit de familie echte hooiwagens (Phalangiidae).